# Tadeusz Oszast

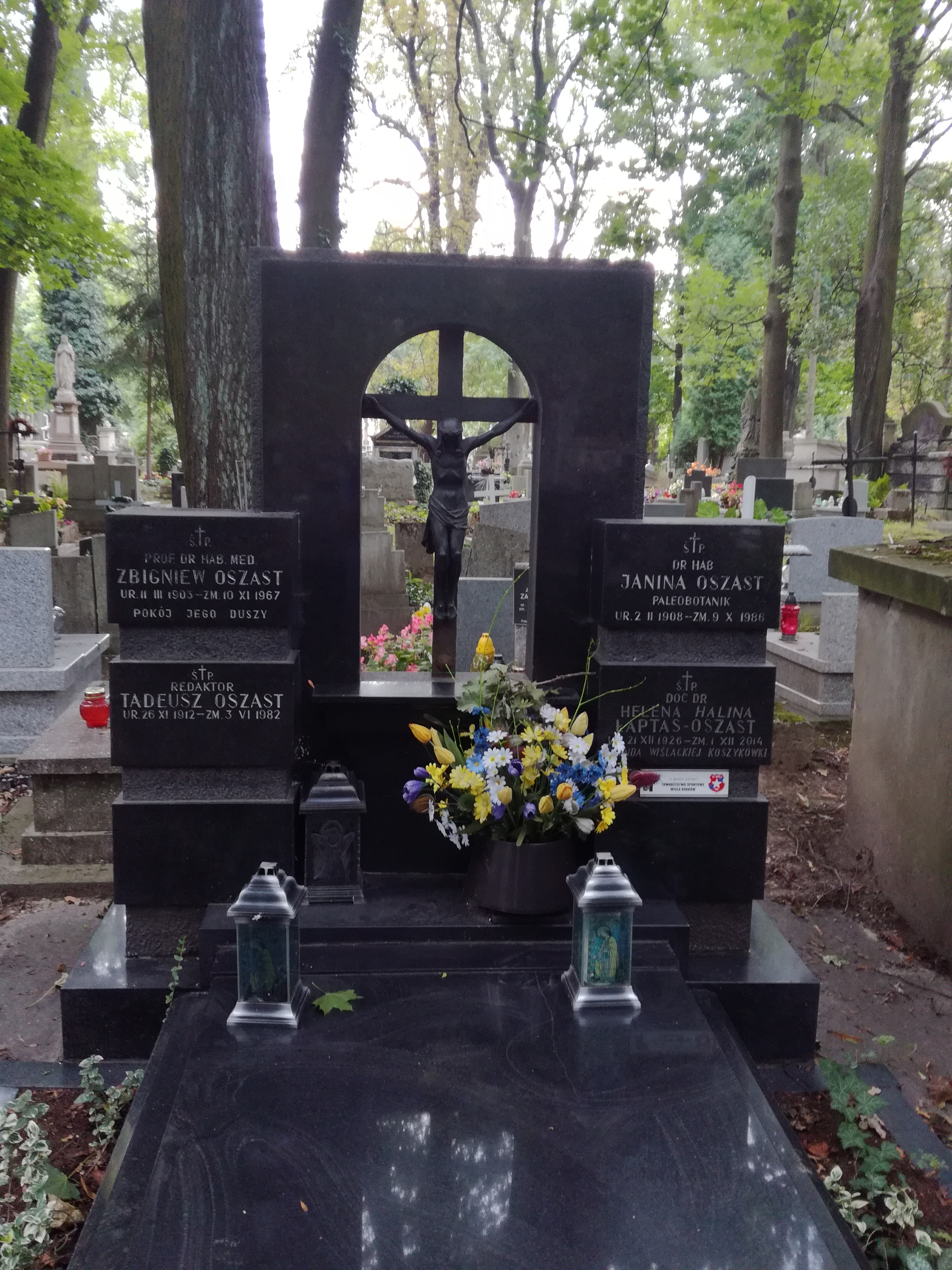
Grób Tadeusza Oszasta na cmentarzu Rakowickim

Tadeusz Oszast (ur. 26 listopada 1912 w Krakowie, zm. 3 czerwca 1983 tamże) – polski dziennikarz i lekkoatleta.
Był synem Tadeusza Pawła i Sabiny z domu Pieńkowskiej. W 1933 roku ukończył Gimnazjum nr 2 im. Św. Jacka w Krakowie. W latach 1928–1939 i 1945–1947 był lekkoatletą Cracovii. W 1935 i 1945 roku był wicemistrzem Polski w biegu na 110 m przez płotki. Brał udział w wojnie obronnej 1939. W czasie okupacji został aresztowany i osadzony w obozie w Płaszowie. Po wojnie odbył roczny kurs dziennikarski i zdał egzamin końcowy. 5 października 1949 został zweryfikowany pozytywnie przez Główną Komisję Weryfikacyjną przy Związku Zawodowym Dziennikarzy RP. Od 1 września 1947 pracował w Polskim Radiu w Krakowie jako referent informacyjny, następnie redaktor sportowy, starszy redaktor reportażysta. Od 1958 roku był sprawozdawcą sportowym. Od 31 sierpnia 1960 do 31 grudnia 1974 był redaktorem odpowiedzialnym w redakcji sportowej. Tworzył audycje cykliczne m.in. W rytmie sportowym, Krakowskie aktualności sportowe. Był odznaczony Krzyżem Kawalerskim Orderu Odrodzenia Polski. Jego żoną była Halina Łaptaś-Oszast. Został pochowany na cmentarzu Rakowickim w Krakowie (kwatera Z, płn.).

## Rekordy życiowe
- 110 m przez płotki: 15,8 sekundy (1939)
- 400 m przez płotki: 59,2 sekundy (1935)